# Greektown (Detroit People Mover)
Greektown es una estación del Detroit People Mover (DPM) de la ciudad de Detroit, Míchigan (Estados Unidos). Es administrada por la Departamento de Transporte de Detroit. Fue inaugurada en 1987 y su nombre se debe a que se encuentra en el Distrito Histórico de Greektown.  

## Descripción
Está ubicada sobre la calle Beaubien y tiene pasarela elevada que la conecta directa con el tercer nivel del Hollywood Casino at Greektown (que ocupa la cuadra 500 de East Lafayette Street), donde anteriormente estaba el centro comercial cubierto Trappers Alley.
La estación tiene una plataforma lateral. Es una de las más destacadas del DPM desde el punto de vista arquitectónico. Cuenta con la obra Neon for Greektown Station del artista griego Stephen Antonakos. En sus inmediaciones se encuentran la Segunda Iglesia Bautista y el Hotel Atheneum.